# ماريا هيلينا روزاس فيرنانديز
ماريا هيلينا روزاس فيرنانديز (بالبرتغالية: Maria Helena Rosas Fernandes‏) هي عازفة بيانو وملحنة برازيلية، ولدت في 1933.